# Zona da Ferrovia do Sul da Manchúria
Zona da Ferrovia do Sul da Manchúria (南満州鉄道附属地, Minami Manshū Tetsudō Fuzoku-chi)  ( Hanyu Pinyin) ou Zona SMR, era a área de direitos extraterritoriais japoneses no nordeste da China, em conexão com a operação da Ferrovia da Manchúria do Sul .
O território em torno da Ferrovia do Sul da Manchúria era propriedade da Ferrovia da Manchúria do Sul, de domínio japonês, que existiu na Manchúria na primeira metade do século XX . Ela existiu não apenas como propriedade, mas também como poder administrativo no território em torna da ferrovia que foi chamado de zona da ferrovia (Mantetsu Fuzokuchi).

## História
Após a vitória japonesa sobre a Rússia Imperial e a assinatura do Tratado de Portsmouth, a filial da Manchúria do Sul (de Changchun a Lüshun ) da Ferrovia do Extremo Oriente da China foi transferida para o controle japonês. O Japão alegou que esse controle incluía todos os direitos e privilégios concedidos à Rússia pela China no Tratado de Li-Lobanov de 1896, conforme ampliado pelo Contrato de Locação de Kwantung de 1898; que incluía administração absoluta e exclusiva na zona ferroviária.
A Zona da Ferrovia era geograficamente uma faixa de terra de 62 metros de largura em ambos os lados da linha férrea da Manchúria do Sul, estendendo-se ao longo da rota principal de 700 quilômetros de Dalian a Changchun, a rota de Mukden a Antung de 260 quilômetros e quatro outras rotas um comprimento total de 1100 quilômetros e uma área total de 250 quilômetros quadrados. Essas linhas ferroviárias conectavam 25 cidades e vilarejos, e dentro de cada cidade da Zona Ferroviária incluía armazéns, oficinas, minas de carvão e instalações elétricas consideradas necessárias para a manutenção dos trens.
O Japão estacionou guardas ferroviários para fornecer segurança aos trens e trilhos em todo o SMZ; no entanto, eram soldados japoneses regulares e frequentemente realizavam manobras fora das áreas ferroviárias. Além disso, o Japão também mantinha a Polícia Consular ligada aos consulados e consulados japoneses nas principais cidades como Harbin, Tsitsihar e Manchowli, bem como no distrito de Chientao, no qual viviam um grande número de coreanos étnicos.
Em 1915, o Japão apresentou à China as Vinte e Uma Exigências, resultando no Tratado Sino-Japonês de 1915. O tratado previa que os japoneses fossem livres para residir e viajar no sul da Manchúria e se envolver em negócios e manufatura de qualquer tipo, e poderia arrendar terras necessárias para erguer edifícios adequados para comércio, manufatura e empresas agrícolas. O Japão interpretou isso vagamente para incluir a maior parte da Manchúria no termo "Manchúria do Sul".
Após a fundação de Manchukuo, com total controle japonês sobre toda a Manchúria, a Zona da Ferrovia deixou de ter uma função e foi abolido em 1937.

## Evolução Demográfica e Área
| Território       | 1908-12-31 | 1920-10-01 | 1925-10-01 | 1930-10-01 | 1935-10-01 | Área em1920 (km2) |
| ---------------- | ---------- | ---------- | ---------- | ---------- | ---------- | ----------------- |
| Zona da Ferrovía | 28.307     | 231.438    | 288.298    | 372.270    | 522.645    | 242,1             |

## Artigos Relacionados
- Ferrovia do Sul da Manchúria
- Exército de Kanto
- Manchúria